# Rewolwer MAS Mle 1892
Mle 1892 – francuski rewolwer produkowany w latach 1892–1924 w zakładach Manufacture d'armes de Saint-Étienne (MAS). Ponieważ przewodniczącym komisji przeprowadzającej próby był pułkownik Nicolas Lebel często nazywany rewolwerem Lebela.
Mle 1892 był jednym z pierwszych rewolwerów projektowanych do zasilania nabojami elaborowanymi prochem bezdymnym. Był też jednym z pierwszych rewolwerów z jednoczęściowym szkieletem i bębnem wychylanym do ładowania na bok (jest jedynym rewolwerem którego bęben wychyla się na prawą stronę).
Rewolwer Mle 1892 szybko zastąpił starsze rewolwery Mle 1885 i Mle 1887. Do wprowadzenia w latach 30. XX wieku pistoletu Mle1935 był podstawową bronią krótką armii francuskiej (w czasie I wojny światowej armia francuska zakupiła duże ilości hiszpańskich pistoletów samopowtarzalnych różnych firm, ale z powodu niskiej jakości zostały one w większości wycofane z uzbrojenia po wojnie).
Pomimo zakończenia produkcji w 1924 rewolwer był nadal powszechnie używany podczas II wojny światowej. Po wojnie sporadycznie był używany jeszcze w czasie wojny o niepodległość Algierii. Lebele były także używane przez uczestników akcji pod Arsenałem w Warszawie.

## Opis techniczny
Rewolwer M1892 miał szkielet niedzielony. Bęben sześcionabojowy, ładowany po wychyleniu bębna na prawą stronę. Przyrządy celownicze stałe. Kurkowy mechanizm spustowy. Mechanizm spustowy z samonapinaniem.